# Andrea Fachinei
Andrea Fachinei (Forlì, 1549 – 1609) è stato un giurista italiano, noto anche come André Fachin, o Andraea Fachinei (o anche Fachinaei), ebbe fama europea.
Figlio di Bernardino, di famiglia patrizia, sposò la figlia di Girolamo Mercuriali, Camilla, da cui nacquero Barnardino, Filippo e Girolamo, ugualmente giuristi, Guglielmo, Ludovico, Giacoma, che poi sposò Francesco Orselli, e Ludovica, che sposò Fabrizio Mattei.
Laureatosi a Padova, avendo come maestri Tiberio Deciani e Giovanni Cefali, divenne consigliere dei Duchi di Baviera, in particolare del conte palatino (nominale, dato che il Palatinato era nel frattempo stato occupato dalla casata dei Simmern) Guglielmo V di Baviera. Nel 1587 divenne professore di Diritto Imperiale (ossia Civile) all'Università di Ingolstadt, dove rimase fino al 1595.
Fu membro della prestigiosa Accademia dei Filergiti di Forlì.

## Opere
Andrea Fachinei ha lasciato numerose opere, tra le quali:
- Andreae Fachinei, Iurisconsulti, Foroliviensis, Serenissimi Principis Ac Dn. D. Gvilhelmi, Comitis Palatini Rheni, utriusque Bauariae Ducis, &c. Consiliarii. & in celebri Vniuersitate Ingolstadiensi Iuris Caesarei Professoris Ordinarii. Controversiarum Ivris Libri Novem, In Qvibus Explicantvr Omnia Fere Praecipva, Qvae Inter Iurisconsultos controuersa sunt... (1595).
- Disputatio iuridica de bonorum possessionibus et iure accrescendi (Con Balthasar Knaust, 1589).
- Consiliorum libri, in quo quaestiones intricatissimae, civiles et criminales, hodierno, tam Germanorum, quam Italorum, Hispanorum ac Gallorum, foro ac quotidianae praxi accommodatissimae, exacte discutiuntur, et remotis obicibus, nodis ac funiculis contrariis deciduntur (Opera pubblicata postuma, nel 1610).